# 1994 sur Internet
Cet article présente les faits marquants de l'année 1994 sur Internet.

## Évènements

### Juillet
- 5 juillet : création de la société de vente en ligne Amazon (sous le nom de Cadabra).

## Naissances
- 28 mai : Adrien Laurent, influenceur, tiktokeur et acteur pornographique français.
- 23 août : Frigiel, vidéaste web, écrivain et entrepreneur français.